# Cartucheira

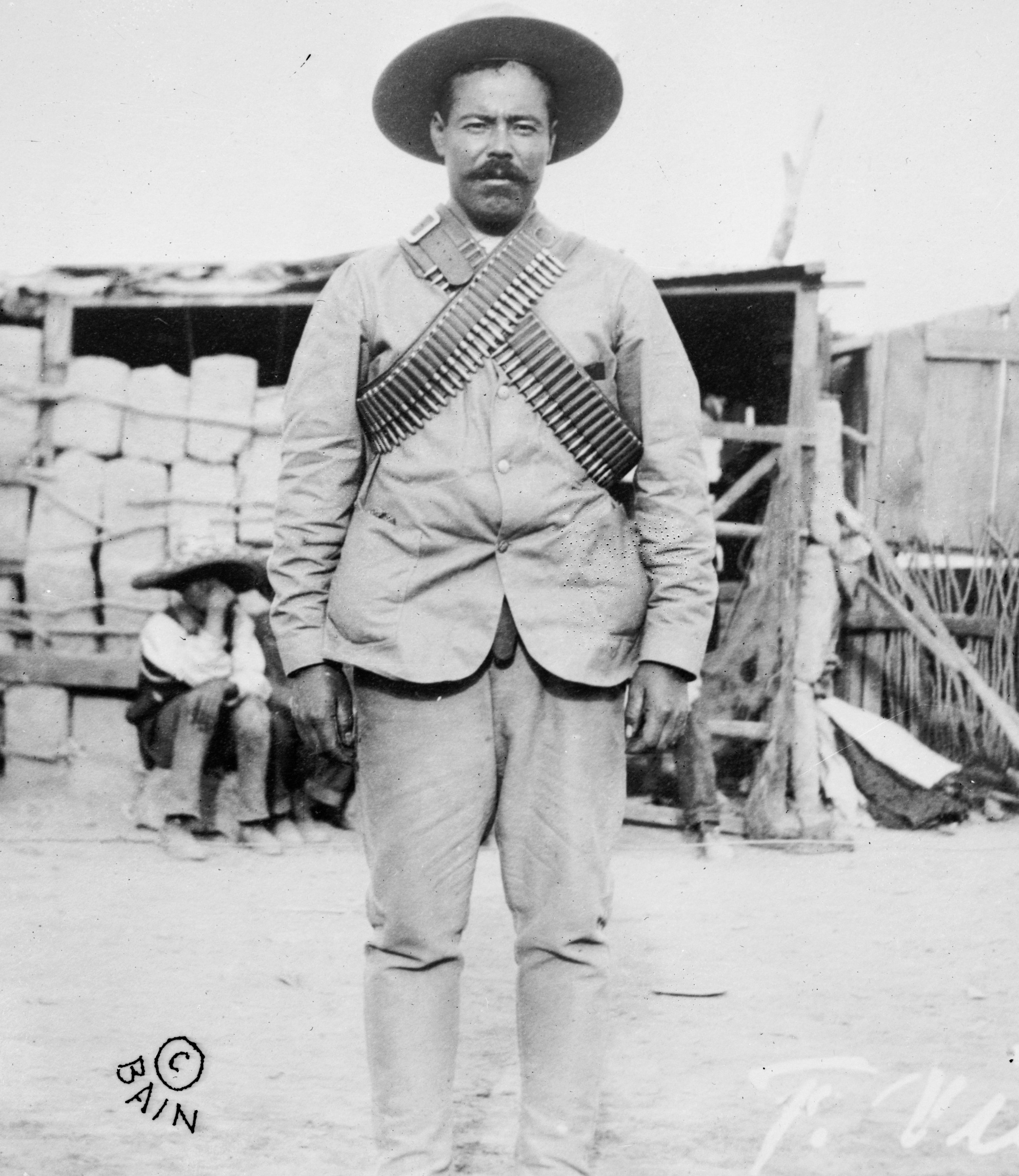
O general revolucionário mexicano Pancho Villa usando duas bandoleiras.

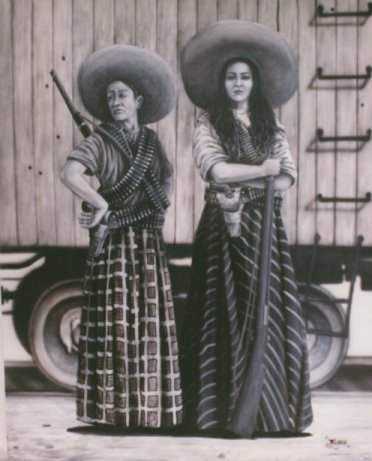
Mulheres-soldado mexicanas com cartucheiras cruzadas.

Uma cartucheira, patrona ou canana é uma bolsa em forma de um cinto ou colocada a tiracolo, que serve para levar cartuchos ou balas para recarregar uma arma de fogo potente. Um possível precedente seriam os cintos empregues por arcabuzeiros dos Terços da Flandres, que levavam doze cargas de pólvora e eram conhecidos como "os doze apóstolos".
No princípio do século XIX as cartucheiras eram feitas em couro, depois em lona e hoje são feitas em diversas telas sintéticas que lhe dão elasticidade.